# Reklamestraßenbahn

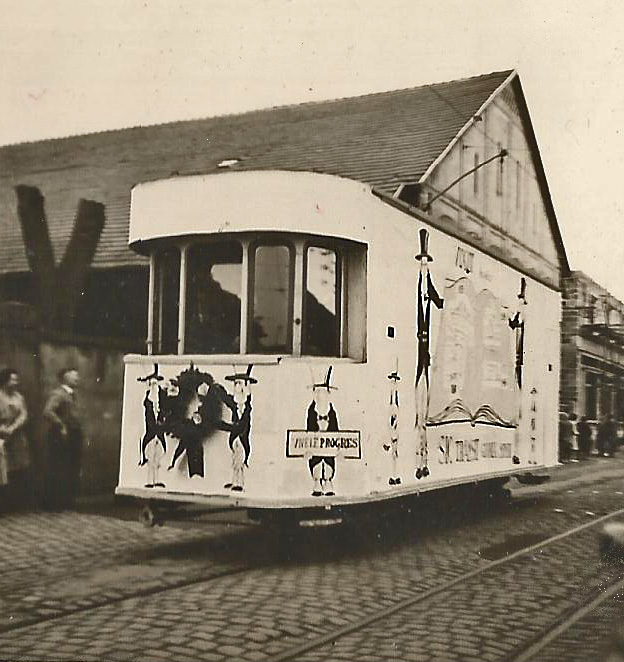
Dieser Reklamewagen der Straßenbahn Straßburg war am letzten Betriebstag des alten Netzes in eigener Sache unterwegs und wies im Abschiedskorso auf die unmittelbar bevorstehende Einstellung hin, 1960

Eine Reklamestraßenbahn, auch Reklametram, Reklamebahn, Reklametriebwagen oder Reklamewagen genannt, ist ein speziell adaptierter Triebwagen einer Straßenbahn, der zu Werbezwecken als rollende Litfaßsäule kreuz und quer durch die Stadt fährt, ohne dabei Personen zu befördern. Es handelt sich dabei um eine frühe, heute weitgehend ausgestorbene, Form der Verkehrsmittelwerbung in Großstädten. Sie war vor allem in der Zwischenkriegszeit beziehungsweise der Zeit nach dem Zweiten Weltkrieg populär und brachte den Verkehrsunternehmen, ergänzend zu den Fahrgeldern, zusätzliche Einnahmen. In den 1960er und 1970er Jahren wurden die Reklamestraßenbahnwagen weitgehend von der bis heute üblichen Ganzreklame an regulären Fahrzeugen des Einsatzbestands abgelöst. In Deutschland verbietet heute zudem die Straßenverkehrsordnung Reklamestraßenbahnen aufgrund einer möglichen Beeinträchtigung des Straßenverkehrs.
Neben kommerzieller Werbung verbreiteten teilweise auch Parteien und Organisationen ihre politische Propaganda auf diese Weise. Darüber hinaus existierten aber auch andere Einsatzzwecke. In Wien beispielsweise wiesen speziell adaptierte Arbeits- und Hilfstriebwagen 1938 auf die Umstellung des Straßenverkehrs auf Rechts fahren hin. In Düsseldorf warnte ein Reklamewagen andere Fahrzeugführer, Passanten und Fahrgäste vor den Gefahren des Straßenbahnverkehrs und bat ferner darum die Gleise freizulassen.
Reklamestraßenbahnwagen waren meist ältere Fahrzeuge, die für den regulären Fahrgastbetrieb nicht mehr benötigt wurden. Um eine möglichst große Werbefläche zu gewinnen, verschloss man die Seitenfenster mit Holzplatten. Diese ragten teilweise auch über die Ober- und Unterkante des Wagenkastens hinaus, das heißt, es handelte sich um eine Vollverkleidung. Teilweise führten die Reklametriebwagen auch Beiwagen beziehungsweise flache Güterwagen mit, auf denen weitere Blickfänge positioniert waren. Alternativ verwendeten manche Verkehrsunternehmen auch Arbeitswagen – die ohnehin regelmäßig im Netz zu sehen sind – als Reklamewagen, zum Beispiel Schleifwagen.
In jüngerer Zeit griffen die Wiener Linien das Konzept der Reklamestraßenbahnwagen wieder auf. Sie ließen zwischen 2001 und 2012 den im Personenverkehr nicht mehr benötigten Gelenkwagen 4459 der Type E unter der neuen Typenbezeichnung EW, wobei das zusätzliche W für Werbewagen stand, und der neuen Nummer 6600 mit im Laufe der Jahre insgesamt elf verschiedenen Werbedesigns durch Wien fahren.

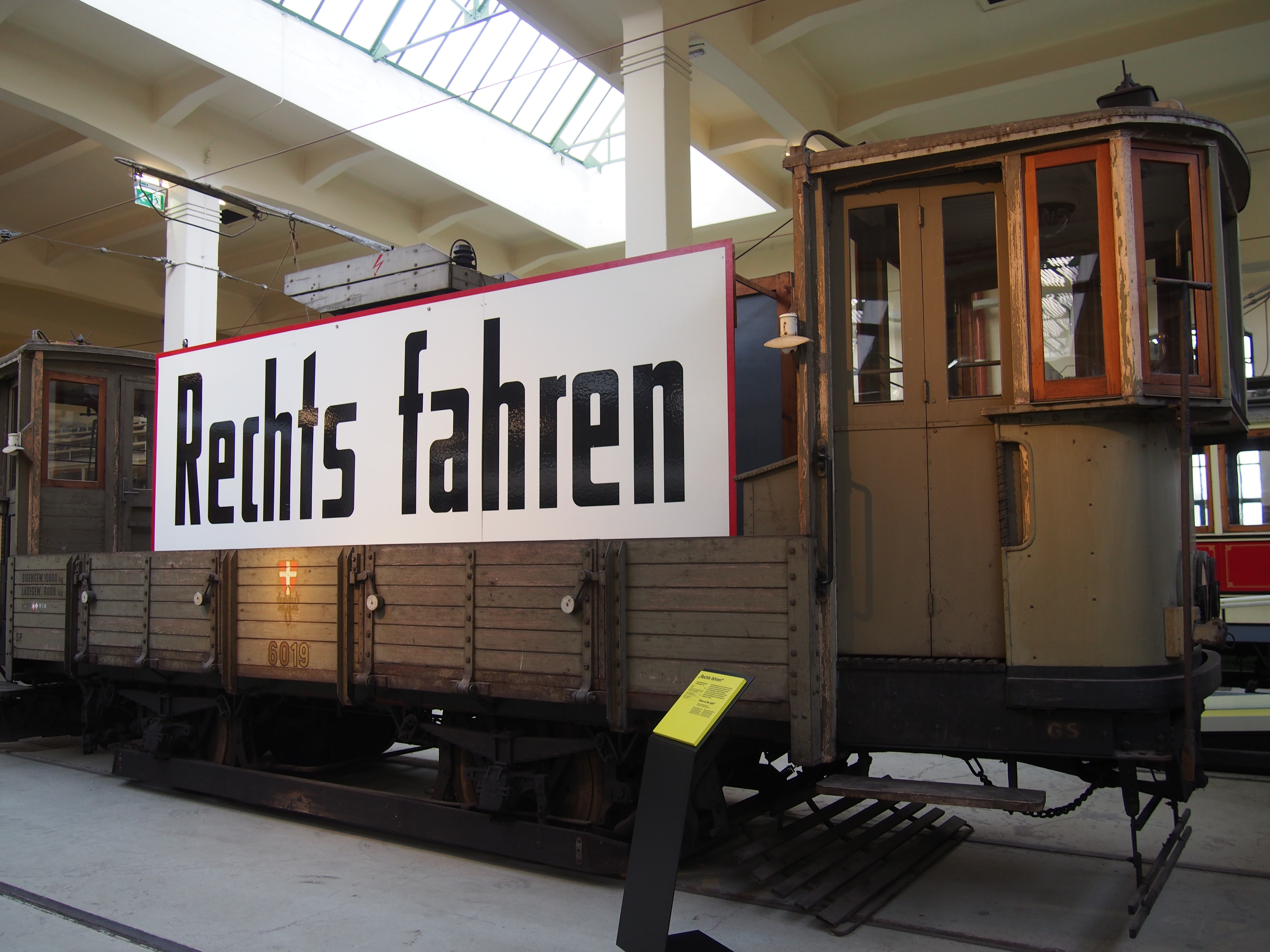
In Wien wiesen Arbeitswagen 1938 auf die Umstellung auf Rechtsverkehr hin
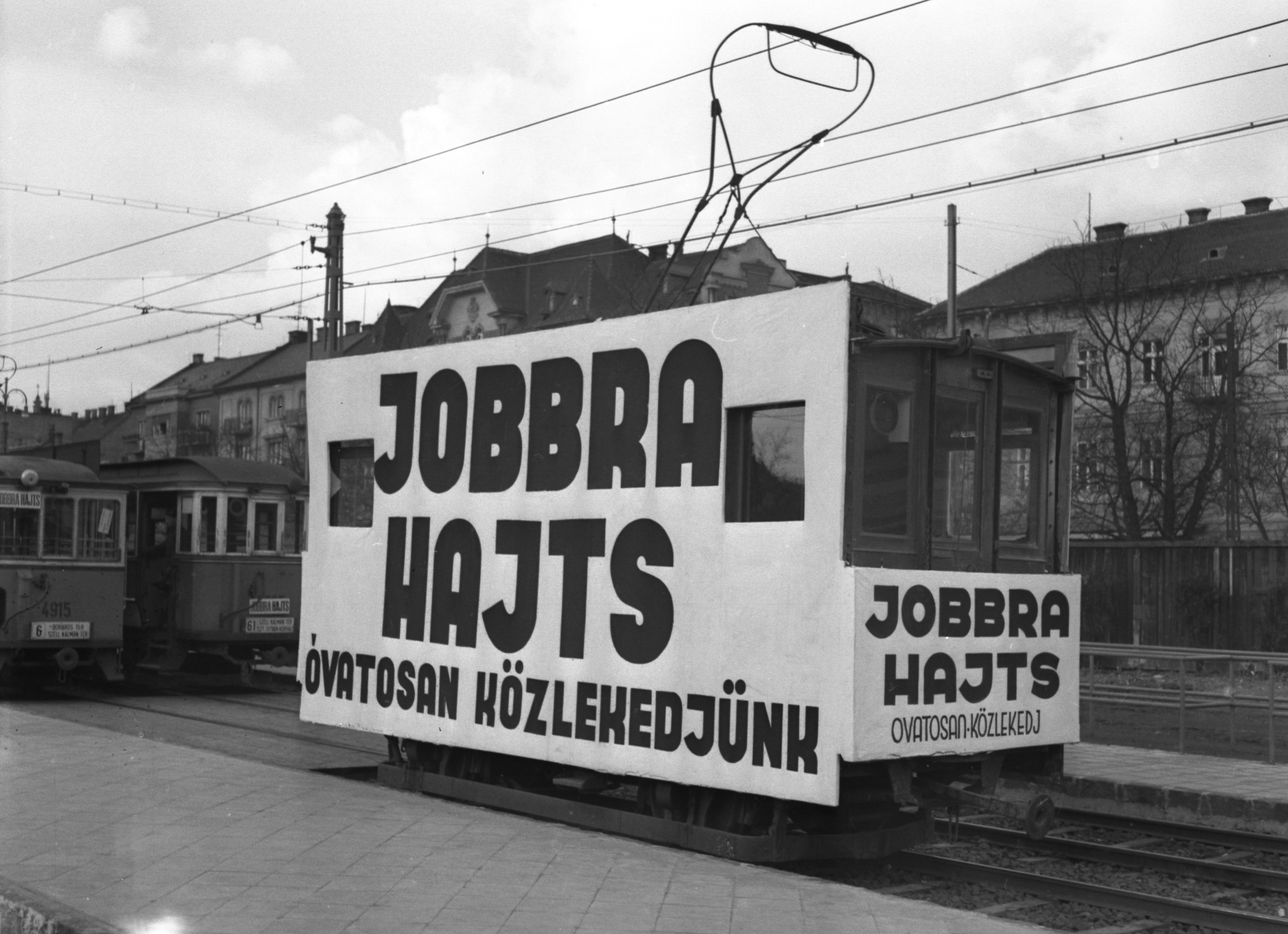
Reklamewagen der Straßenbahn Budapest, 1941
Reklamewagen der Berliner Straßenbahn, 1963